# Кобылянский, Вадим Петрович
Вади́м Петро́вич Кобыля́нский (укр. Вадим Петрович Кобилянський; род. 25 января 1961) — советский украинский легкоатлет, специалист по прыжкам в длину и тройным прыжкам. Выступал на всесоюзном уровне в 1980-х годах, многократный победитель первенств всесоюзного и республиканского значения, призёр международных турниров. Представлял Харьков и Харьковскую область, спортивное общество «Спартак» и Вооружённые силы.

## Биография
Вадим Кобылянский родился 25 января 1961 года. Занимался лёгкой атлетикой в Харькове, выступал за Украинскую ССР, добровольное спортивное общество «Спартак» и Вооружённые силы.
Впервые заявил о себе в сезоне 1981 года, когда в тройном прыжке одержал победу на соревнованиях в Полтаве.
В 1982 году в той же дисциплине с личным рекордом (и рекордом Украинской ССР) 17,03 победил на турнире в Киеве.
В 1983 году в тройных прыжках стал серебряным призёром на всесоюзных соревнованиях в Краснодаре, в прыжках в длину превзошёл всех соперников на турнире в Запорожье и летней Спартакиаде УССР.
В 1984 году в прыжках в длину взял бронзу на чемпионате Украинской ССР в помещении в Киеве и на международном турнире в Донецке, завоевал серебряную награду на чемпионате СССР в Донецке, установив при этом личный рекорд — 8,28 метра.
В 1985 году занял пятое место на зимнем чемпионате СССР в Кишинёве, победил на турнирах в Донецке и Алма-Ате.
В 1986 году с личным рекордом в помещении 8,07 выиграл чемпионат Украинской ССР в Киеве, был лучшим на турнире в Полтаве, стал серебряным призёром на чемпионате СССР в Киеве.
В 1987 году взял бронзу на всесоюзных соревнованиях в Цахкадзоре и на чемпионате СССР в Брянске, получил серебро на турнире в Житомире.
В 1988 году в тройных прыжках показал восьмой результат на международном турнире в Сан-Паулу, в прыжках в длину выиграл бронзовую медаль на всесоюзных соревнованиях в Баку.
В июле 1990 года в прыжках в длину завоевал серебряную награду на чемпионате Украинской ССР в Луганске.